# Credo del fuciliere
Il credo del fuciliere - titolo originale in inglese: Rifleman's Creed, anche noto come My Rifle (il mio fucile) e The Creed of the United States Marine (Il credo del marine degli Stati Uniti) - è un testo in prosa di forma strofica non musicato, parte integrante della dottrina militare dell'United States Marine Corps degli Stati Uniti d'America. 

## Storia
Il testo fu composto dal maggior generale statunitense William Rupertus durante la seconda guerra mondiale, successivamente all'attacco di Pearl Harbor, probabilmente tra la fine del 1941 e l'inizio del 1942. Viene insegnato ai marines durante il corso di addestramento per reclute e ci si aspetta che il futuro soldato lo adotti come guida di vita.

## Testo originale con traduzione italiana
My rifle is my best friend. It is my life. I must master it as I master my life.
My rifle, without me, is useless. Without my rifle, I am useless. I must fire my rifle true. I must shoot straighter than any enemy who is trying to kill me. I must shoot him before he shoots me. I will....
My rifle and myself know that what counts in this war is not the rounds we fire, the noise of our burst, nor the smoke we make. We know that it is the hits that count. We will hit...
My rifle is human, even as I, because it is my life. Thus, I will learn it as a brother. I will learn its weaknesses, its strength, its parts, its accessories, its sights and its barrel. I will ever guard it against the ravages of weather and damage as I will ever guard my legs, my arms, my eyes and my heart against damage. I will keep my rifle clean and ready. We will become part of each other. We will...
Before God I swear this creed. My rifle and myself are the defenders of my country. We are the masters of our enemy. We are the saviors of my life. So be it, until victory is America's and there is no enemy, but Peace»
Il mio fucile è il mio migliore amico. È la mia vita. Devo dominarlo come domino la mia vita.
Il mio fucile, senza di me, è inutile. Senza il mio fucile, io sono inutile. Devo sparare bene con il mio fucile. Devo sparare meglio del mio nemico che tenta di uccidermi. Devo colpirlo prima che lui colpisca me. Lo farò...
Il mio fucile e io sappiamo che quel che conta in questa guerra non sono le cartucce che spariamo, né il rumore degli spari, e tanto meno il fumo che facciamo. Sappiamo che sono i colpi a segno che contano. Colpiremo...
Il mio fucile è umano, come me, poiché è la mia vita. Pertanto, imparerò a conoscerlo come un fratello. Imparerò i suoi punti deboli, i suoi punti di forza, le sue parti, i suoi accessori, le sue tacche di mira e la sua canna. Lo proteggerò anche dalle intemperie e da ciò che potrebbe danneggiarlo, come farei con le mie gambe, le mie braccia, gli occhi ed il cuore. Terrò il mio fucile pulito ed in ordine. Diverremo una sola cosa. Lo diverremo...
Davanti a Dio, giuro su questo credo. Io e il mio fucile siamo i difensori del mio paese. Siamo i dominatori del nemico. Siamo i salvatori della mia vita. E così sia, finché la vittoria sia dell'America, e non ci siano più nemici, ma pace.»
(William Rupertus, My Rifle: The Creed of a US Marine)

## Nella cultura di massa
- Il testo gode di ampia notorietà nella cultura popolare statunitense, essendo apparso — oltre che nel film Full Metal Jacket (1987) in forma leggermente modificata (privo della terza e della quarta strofa)[2] — nel successivo Jarhead (2005), ambientato nella guerra del Golfo, per la regia di Sam Mendes. Il credo del fuciliere è citato anche nel romanzo Cryptonomicon (1999) di Neal Stephenson, il cui protagonista ne modifica le prime tre righe per creare un haiku, nel romanzo di fantascienza Old Man's War (2005) di John Scalzi e nel film horror E venne il giorno (2008). I The Manges, gruppo punk rock di La Spezia, nell'album Go Down hanno ripreso l'inno per la canzone MY RIFLE.

- Una parodia del credo è citata nell'episodio Baby Not on Board (2008) del cartone animato I Griffin in cui al posto del fucile c'era una sedia a rotelle. Un'altra versione, dove il fucile è sostituito dal computer Apple Lisa, è codificata in binario nel romanzo Microservi (1995) di Douglas Coupland.

- Il gruppo musicale aggrotech norvegese dei Combichrist ha utilizzato la campionatura sonora del Credo del Fuciliere, cantato dalle reclute in Full Metal Jacket, per la composizione del brano This is my rifle contenuto nell'album Everybody Hates You (2005).

- Nell'anime Full Metal Panic? Fumoffu è presente una parodia in cui al posto del "mio fucile" è presente la "palla da rugby".

- Nel cartone animato Dragons: oltre i confini di Berk nell'episodio 2x01 è presente una parodia della prima strofa in cui la parola fucile è sostituita da drago.

- Nel telefilm NCIS - Unità anticrimine è presente nell'episodio Una ragione per vivere della tredicesima stagione.